# Iván Svit
Ivan Svit (John V. Sweet) (nombre real: — Ivan Svitlanov) (27 de abril, cerca de Járkiv — 8 de marzo de 1989, Seattle, EE. UU) fue la principal figura de la comunidad emigrante ucraniana en China. Fue historiador, periodista, escritor, coleccionista de estampillas, comerciante a tiempo parcial y activista social en el Lejano Oriente.

## Vida
Ivan Svit nació el 27 de abril de 1897 en la región de Járkiv. Su nombre de nacimiento, antes de adoptar su identidad ucraniana, era Ivan Svitlanov.  También fue conocido como John V. Sweet en Estados Unidos
Estudió en un seminario y luego estudió matemáticas y física en la Universidad de Járkiv. En marzo de 1918, se trasladó al Lejano Oriente, con la intención original de mudarse a los Estados Unidos. Sin embargo, terminó viviendo entre Vladivostok, Japón y China entre 1918 y 1949. Svit publicó un periódico ucraniano en Vladivostok y, en octubre de 1922, emigró a Harbin, China, donde trabajó en un periódico. Fue una figura clave dentro de la comunidad de expatriados ucranianos. Cuando los japoneses ocuparon Manchuria en 1932, había 11 000 ucranianos viviendo en Harbin, incluso se estableció una Casa Nacional Ucraniana. Ivan Svit fue uno de los fundadores y escritores del periódico semanal ucraniano de Harbin, llamado Boletín Manchuriano (1932-1938), cuyos principales lectores eran la comunidad de emigrantes ucranianos de Harbin. Esa publicación perduró durante el período de ocupación japonesa. 
En China, Ivan Svit tenía un pequeño negocio de estampillas, que le proporcionó ingresos estables y le ayudó a sobrevivir en tiempos difíciles, durante los cuales fue muy activo en la comunidad ucraniana. En 1944 participó en la creación del primer diccionario ucraniano-japonés. Más tarde, con el colapso de Manchuria y la llegada del Ejército Soviético a China, se trasladó de Harbin a Shanghai, donde fue miembro del Comité Nacional Ucraniano de Shanghai, donde ayudó a producir documentos para trasladar a unos 200 ucranianos desde China a Estados Unidos, Argentina y Australia. 
El propio Ivan Svit se trasladó a Taiwán en 1949 y luego, en 1951, continuó su viaje mediante Alaska para llegar a Nueva York. Se convirtió en miembro de la UWAN ( Academia Ucraniana de Artes y Ciencias) e investigó la historia de la diáspora ucraniana. Enviaba periódicamente artículos sobre estampillas a la revista de la Sociedad de Sellos de China, The China Clipper, sobre nuevas emisiones y variedades que había descubierto. Fue editor de la Revista de la Sociedad Filatélica y Numismática de Ucrania (establecida en 1951) desde 1961 hasta 1972. 
En 1972 publicó un libro sobre la historia de las relaciones entre Ucrania y Japón, que incluso en la actualidad sigue siendo el único libro existente sobre este tema. Svit tenía muchos intereses sobre los cuales escribió, tales como: asuntos económicos, los ucranianos en Asia, las actividades ucranianas en el Lejano Oriente,  etc. También fue un empresario de éxito. Nunca se supo de él durante el régimen soviético en Ucrania y los historiadores ucranianos lo han ignorado en gran medida.
En su faceta empresarial tuvo éxito, ya que poseía tiendas de sellos postales en Harbin y Shanghai. También, combinó sus intereses históricos con la gestión de su propio negocio y una tienda, lo que le permitió a él y a su familia sobrevivir durante años difíciles en China. 
El profesor Kazuo Nakai, un destacado profesor japonés de estudios ucranianos, conoció a Ivan Svit en Estados Unidos a principios de los años 1980. 

## Obras
- Ucrania verde
- Relaciones entre Ucrania y Japón, 1903-1945
- Casa Nacional de Ucrania en Harbin
- Juicio contra los ucranianos en Chita
- Una breve historia del movimiento ucraniano en el Lejano Oriente